# New Beaver
New Beaver é um distrito localizado no estado norte-americano de Pensilvânia, no Condado de Lawrence.

## Demografia
Segundo o censo norte-americano de 2000, a sua população era de 1677 habitantes.
Em 2006, foi estimada uma população de 1613, um decréscimo de 64 (-3.8%).

## Geografia
De acordo com o United States Census Bureau tem uma área de
37,6 km², dos quais 37,5 km² cobertos por terra e 0,1 km² cobertos por água.

## Localidades na vizinhança
O diagrama seguinte representa as localidades num raio de 8 km ao redor de New Beaver.